# Nephtys singularis
Nephtys singularis är en ringmaskart som beskrevs av Hartman 1950. Nephtys singularis ingår i släktet Nephtys och familjen Nephtyidae. Inga underarter finns listade i Catalogue of Life.